# Peleteria curriei
Peleteria curriei là một loài ruồi trong họ Tachinidae.